# Honey Gold
Honey Gold (San Francisco, California; 9 de julio de 1993) es una actriz pornográfica y modelo erótica estadounidense.

## Biografía
Nació en San Francisco, en el estado de California, en el seno de una familia conservadora de ascendencia afroamericana, nativoamericana, china, mongola e irlandesa.
A los 19 años de edad, huyó de casa de sus padres, agobiada por un clima conservador que no coincidía con sus inquietudes personales. Entró en la industria pornográfica en 2017, a los 23 años de edad, tras ser contactada por la agencia de talentos de Mark Spiegler, Spiegler Girls, que le dio la oportunidad de debutar como actriz.
Su primera escena fue en la película My Stepsister and I Share Cock, dirigida por Joanna Angel para la productora Burning Angel. Grabó también su primera escena de doble penetración vaginal en la cinta Taste Of Honey.
Como actriz, ha trabajado para productoras como Adam & Eve, Devil's Film, Wicked, Jules Jordan Video, Digital Playground, Filly Films, Brazzers, Mile High, Elegant Angel, Naughty America, Hustler, Evil Angel, Reality Kings o Girlfriends Films.
En abril de 2017, junto con Haley Reed fue seleccionado para la ceremonia de los Premios XRCO como "Heart-On Girl".
En 2018 fue nominada en los Premios AVN y XBIZ en las categorías de Mejor actriz revelación, ganando esta última. Ese mismo año, en los AVN recibió otras dos nominaciones destacadas: a Mejor escena de sexo chico/chica por Sacrosanct, junto a Mick Blue, y a Mejor escena de trío M-H-M por Naughty Black Housewives 4.
En noviembre de 2018 fue ingresada en un centro psiquiátrico después de tratar de suicidarse. A través de las redes sociales, tanto su agente como muchas compañeras de la industria consiguieron financiar una campaña en la web GoFundMe para pagar los cerca de 50.000 dólares que costaba el tratamiento médico y el resto de facturas derivadas. Gold se mantuvo apartada de las escenas hasta comienzos de agosto de 2019, cuando comenzó a rodar paulatinamente nuevas escenas.
Ha rodado más de 280 películas como actriz.
Otros de sus trabajos destacados son Aggressive POV, Axel Braun's Inked 3, Black Out, Broke College Girls, Chopper Whores, I Like Black Girls 5, It's My First Time 5 o Special Dark 2.

## Premios y nominaciones
| Año  | Ceremonia                   | Resultado | Premio                                                          | Trabajo                    |
| ---- | --------------------------- | --------- | --------------------------------------------------------------- | -------------------------- |
| 2018 | Premios AVN                 | Nominada  | Mejor actriz revelación                                         | —                          |
| 2018 | Premios AVN                 | Nominada  | Mejor escena de sexo chico/chica                                | Sacrosanct                 |
| 2018 | Premios AVN                 | Nominada  | Mejor escena de trío M-H-M                                      | Naughty Black Housewives 4 |
| 2018 | Premios AVN                 | Nominada  | Premio fan: Debutante más caliente                              | —                          |
| 2018 | Premios XRCO                | Nominada  | Mejor actriz revelación                                         | —                          |
| 2018 | Spank Bank Technical Awards | Nominada  | Best Booty                                                      | —                          |
| 2018 | Spank Bank Technical Awards | Nominada  | Born To Hand Job                                                | —                          |
| 2018 | Spank Bank Technical Awards | Nominada  | Ebony Princess of the Year                                      | —                          |
| 2018 | Spank Bank Technical Awards | Ganadora  | Exotic Femme Fatale of the Year                                 | —                          |
| 2018 | Spank Bank Technical Awards | Nominada  | Newcummer of the Year                                           | —                          |
| 2018 | Spank Bank Technical Awards | Nominada  | Prettiest 'Whore Mouth'                                         | —                          |
| 2018 | Spank Bank Technical Awards | Nominada  | Sharing Is Caring                                               | —                          |
| 2018 | Spank Bank Technical Awards | Nominada  | Silky Smooth                                                    | —                          |
| 2018 | Spank Bank Technical Awards | Nominada  | Two Peas in a Pod                                               | —                          |
| 2018 | Spank Bank Technical Awards | Ganadora  | Bubbliest Hermit                                                | —                          |
| 2018 | Spank Bank Technical Awards | Ganadora  | Most Likely To Get Uncomfortably Horny During A Bumpy Uber Ride | —                          |
| 2018 | Inked Awards                | Nominada  | Best Ink                                                        | —                          |
| 2018 | Inked Awards                | Ganadora  | Escena del año                                                  | Leather and Latex          |
| 2018 | Inked Awards                | Nominada  | Estrella del año                                                | —                          |
| 2018 | Inked Awards                | Nominada  | Social Media Queen                                              | —                          |
| 2018 | Premios XBIZ                | Ganadora  | Mejor actriz revelación                                         | —                          |
| 2018 | Premios XBIZ                | Nominada  | Mejor escena de sexo en película protagonista                   | Agent 69                   |
| 2019 | Premios AVN                 | Nominada  | Artista femenina del año                                        | —                          |
| 2019 | Premios AVN                 | Nominada  | Mejor escena de sexo lésbico en grupo                           | Unleashed                  |
| 2019 | Premios AVN                 | Ganadora  | Mejor escena de trío H-M-H                                      | Slut Puppies 12            |
| 2019 | Premios AVN                 | Nominada  | Mejor escena de trío M-H-M                                      | Naughty Black Housewives 4 |
| 2019 | Premios AVN                 | Nominada  | Premio fan: Artista femenina favorita                           | —                          |
| 2019 | Premios XBIZ                | Nominada  | Artista femenina del año                                        | —                          |
| 2019 | Premios XBIZ                | Nominada  | Mejor escena de sexo en película protagonista                   | Camgirl                    |
| 2019 | Premios XBIZ                | Nominada  | Mejor escena de sexo en película tabú                           | Girls Under Arrest         |
| 2020 | Premios AVN                 | Nominada  | Mejor escena de sexo en grupo                                   | Greedy Bitches             |
| 2020 | Premios AVN                 | Nominada  | Mejor escena de trío M-H-M                                      | Secrets & Seductions       |